# Severianismo
Os severianos foram uma subdivisão da seita gnóstica dos encratitas. Epifânio de Salamina propõe que o seu líder, Severus, é anterior à Tatiano (fundador do encratismo), mas Eusébio, Teodoreto e Jerônimo afirmam que ele foi sucessor de Tatiano. Os historiadores posteriores dão crédito aos últimos e o silêncio de Ireneu e Hipólito, autores anteriores, reforçam a tese da sucessão.

## Severianos
Epifânio atribui ao grupo a crença no bem conhecido Arconte Yaldabaoth, que aparece no sistema ofita como a primeira criatura vinda do Bythos ("Profundidade") e da Ennoia (Sophia). Os severianos acreditavam que ele um grande governante e que dele teria se originado o Diabo que, uma vez lançado à terra na forma de uma serpente, produziu a vinha, cuja forma dos galhos seriam indicação de sua origem. E teria também criado a mulher e a metade de baixo do homem.